# Lochem
Lochem là một đô thị và thành phố ở phía đông Hà Lan. Ngày 1 tháng 1 năm 2005, đô thị này đã được sáp nhập với đô thị Gorssel.

## Các trung tâm dân cư
- Barchem
- Laren, Gelderland
- Lochem

Trước đây ở Gorssel:
- Almen
- Eefde (phía bắc Zutphen)
- Epse
- Gorssel
- Harfsen